# Juan de Maya
Juan de Maya (Badajoz, España; ? - Pamplona, Colombia; ?) explorador español.

## Biografía
Este conquistador extremeño había nacido en Badajoz (España) y por tanto un pacense y era hijo de Alonso Yánez y Blanca de Pérez. Maya se había enrolado el 26 de enero de 1538 para pasar a Florida en la expedición organizada por Hernando de Soto para la conquista de los territorios sureños de los actuales Estados Unidos. 
Como los demás componentes recorrerá un largo periplo por los alejados territorios norteamericanos, ya que desde La Florida llegarán hasta la cordillera del Great Smoky, donde hoy se encuentra Carolina del Norte. Desde aquel territorio, pasando fríos infernales, faltos de provisiones y continuamente atacados por los indígenas, retroceden hacia el SO, atraviesan los ríos Tombigbee, y Misisipi y continuarán su ruta exploradora hasta llegar al nacimiento del río Rojo, donde morirá Hernando de Soto de unas fiebres malignas, en mayo de 1542.
La falta del capitán, unido al desaliento, el hambre, y los continuos ataques indígenas que sufren a diario, los irán diezmando a los pocos que se han salvado, puesto que de 1000 hombres que completaban la expedición, solamente sobreviven menos de 300. Buscando escapar de aquellos parajes, los pocos expedicionarios siguen caminando sin rumbo fijo, defendiéndose como pueden y alimentándose de lo que encuentran en el camino; en septiembre de 1543 lograban llegar hasta la ciudad de Pánuco (México), donde serán socorridos por los españoles que se encontraban en aquella comarca.

## Nuevas rutas
Aquellos hombres, descansan en Pánuco algún tiempo antes de emprender la nueva ruta hacia el sur. Atravesando Centroamérica con toda serie de dificultades y viviendo de la caridad de los españoles que encontraban, la mayoría llegaba a Panamá, donde buscaran nuevo acomodo en aquellos lugares o en los territorios sureños indianos, en aquellas tierras donde la fiebre del oro había trastornado a los que buscaban salir de la pobreza. 
Y con ese acicate de prosperar, o demostrar sus cualidades, unos se enrolan en las fuerzas de don Pedro de La Gasca que iban a Perú para aplastar la rebelión de Gonzalo Pizarro, otros pasaban a Venezuela para sumarse a las expediciones que opganizaban los alemanes, y algunos se quedaban en Santa Marta (Colombia), como Juan de Maya que se integraba en la conquista del territorio neogranadino cuando llegaba a finales de 1544.   

## Nuevas conquistas
En su recorrido conquistador por aquellos parajes colombianos, interviene en la pacificación del territorio, en la conquista y fundaciones de ciudades en la cordillera andina y Juan de Maya se encontraba en Pamplona (Colombia) antes de 1553, ya que en este mismo año aparece citado en las actas del Cabildo de esta ciudad andina. 
Siguió interviniendo e la conquista y pacificación de aquella comarca,y en 1559 Juan de Maya acudía a Mérida (Venezuela)  con Juan de Maldonado, cuando éste, después de prender al primitivo fundador, se empeñó en refundar la ciudad que ya había fundado y poblado Juan Rodríguez Suárez. 
Después de este acto, se conoce que Juan de Maya regresaba a Pamplona, puesto que no aparece en Mérida como encomendero. Se radicó definitivamente en Pamplona (Colombia) y compaginando la milicia con el trabajo en las encomiendas que poseía en aquella comarca, terminaba sus días.